# Mahjoubi Aherdane

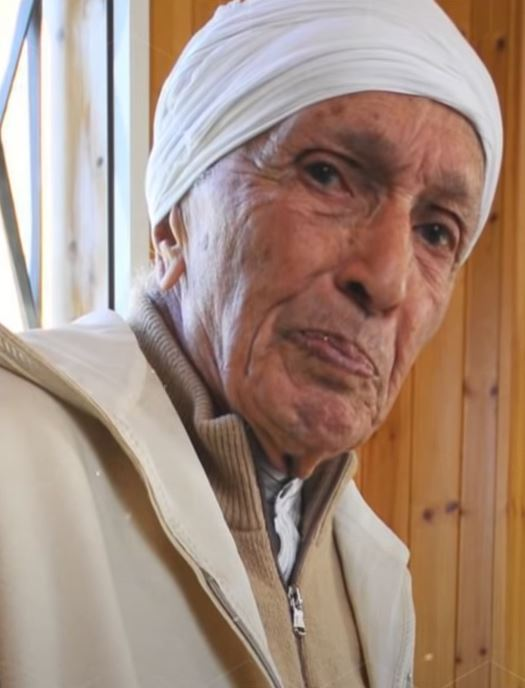
Mahjoubi Aherdane

Mahjoubi Aherdane (abweichende Schreibweise: Mahjoubi Ahardane; arabisch المحجوبي أحرضان, DMG al-Maḥǧūbī Aḥarḍān; geboren 1921 in Oulmès; gestorben 15. November 2020 in Rabat) war ein marokkanischer Poet, Maler und Politiker der Volksbewegung MP (Mouvement populaire), der unter anderem mehrmals Minister war.

## Leben
Mahjoubi Aherdane, der zum Berber-Stamm von Aït Sgougou gehörte, besuchte das Collège Berbère in Azrou und als Verbindungsmann im Rahmen der Berber-Politik der Kolonialverwaltung von Französisch-Nordafrika auch die Militärakademie in Meknès. Im Zweiten Weltkrieg diente er im französischen Heer und war nach Kriegsende zwischen 1949 und 1953 Kaid seiner Geburtsstadt Oulmès. Als solcher verweigerte er die Zustimmung zu dem vom Pascha von Marrakesch, Thami El Glaoui, eingebrachten Antrag auf Absetzung von Sultan Mohammed V. von Marokko. Darauf wurde er 1953 wegen nationalistischer Aktivitäten von der französischen Kolonialverwaltung als Kaid abgesetzt und Kommandeur einer Einheit der Marokkanischen Befreiungsarmee ALN (Armée de libération nationale).
Aherdane war zwischen 1956 und 1958 Gouverneur der Präfektur Rabat gründete 1957 die Volksbewegung MP (Mouvement populaire). Zugleich fungierte er zwischen 1957 und 1986 als Präsident der Mouvement populaire. 1961 wurde er als Nachfolger von Mohamed Aouad erstmals Verteidigungsminister (Ministre de la Défense nationale) und bekleidete dieses Ministeramt bis 1964, woraufhin Mohamed Belkacem Zahraoui Meziane seine Nachfolge antrat. Nachdem er zwischen August 1964 und Februar 1966 Minister für Landwirtschaft und Agrarreformen (Ministre de l’Agriculture et de la Réforme agraire) war, bekleidete er von 1966 bis 1967 abermals das Amt des Verteidigungsministers. Nachdem er zwischen 1967 und 1977 in Opposition zur jeweiligen Regierung stand, wurde er 1977 als Staatsminister für Post und Telekommunikation (Ministre d’État chargé des postes et des télécommunications) in das zweite Kabinett von Premierminister Ahmed Osman und bekleidete dieses Ministeramt auch im darauf folgenden ersten Kabinett von Premierminister Maati Bouabid von 1979 bis 1981. Im Anschluss fungierte er im zweiten Kabinett von Premierminister Maati Bouabid von 1981 bis 1983 als Staatsminister für Kooperation (Ministre d’État chargé de la Coopération). Im Kabinett von Premierminister Mohammed Karim Lamrani wurde er am 30. November 1983 einer von acht Staatsministern (Ministre d’État), hatte als solcher aber keinen eigenen Geschäftsbereich.
Nach fast dreißigjähriger Tätigkeit wurde Mahjoubi Aherdane 1986 von Mohand Laenser als Präsident der Mouvement populaire abgelöst. 1990 wurde er von König Hassan II. zum Mitglied des Beratenden Komitees für Menschenrechte CCDH (Conseil consultatif des droits de l’homme) ernannt und vertrat in diesem die Armée de libération nationale bis zur Ablösung des CCDH durch den Nationalen Rat für Menschenrechte CNDH (Conseil national des droits de l’homme) 2011. 1991 trat er aus Volksbewegung MP aus und gehörte zu den Mitgliedern der Nationalen Volksbewegung MNP (Mouvement national populaire). In der Folgezeit war er von 1991 und bis zur Auflösung der Partei 2006 Generalsekretär der Nationalen Volksbewegung. Danach trat er 2006 wieder der Volksbewegung MP bei und wurde deren Präsident, während der bisherige Präsident Mohand Laenser den Posten des Generalsekretärs übernahm.